# Cratère de Foelsche

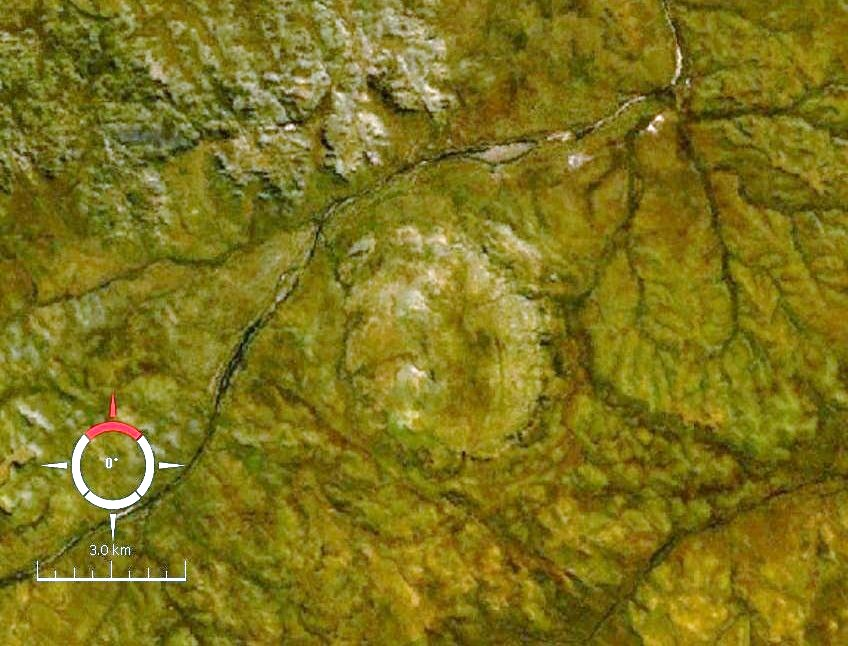
Photo satellite du cratère de Foelsche

Le cratère de Foelsche est une structure d'impact érodée (astroblème) correspondant à un cratère causé par une météorite, situé à 85 km au sud-ouest de Borroloola dans le Territoire du Nord en Australie.
Bien qu'il ne soit pas visible depuis la surface, sa forme sur les photos aériennes et photos satellite est caractéristique et a conduit à sa découverte.
Son diamètre est de 6 km et son âge est de plus de 545 millions d'années.